# Andrzej Kaczmarek
Andrzej Kaczmarek (* 25. November 1947 in Chrzypsko Wielkie) ist ein ehemaliger polnischer Radrennfahrer und nationaler Meister im Radsport.

## Sportliche Laufbahn
Kaczmarek war im Straßenradsport aktiv und Mitglied der polnischen Nationalmannschaft. 1972 gewann er den nationalen Titel im Paarzeitfahren mit Zygmunt Skrzypczak und 1973 mit Jacek Świętek. Mehrfach hatte er Erfolge in internationalen Etappenrennen. 1970 siegte er im Circuit des Mines vor Aimable Denhez jr., 1971 in der Marmara-Rundfahrt in der Türkei. Etappensiege holte er in der Friedensfahrt und in der Dookoła Mazowsza 1970, im britischen Milk Race 1974 (34. Gesamtrang) und in der Polen-Rundfahrt 1975.
Zweiter wurde er in der Dookola Mazowska 1968, in der polnischen Straßenmeisterschaft 1969 hinter Ryszard Szurkowski, im Grand Prix d’Annaba 1975.
Die Internationale Friedensfahrt fuhr Kaczmarek dreimal. 1970 wurde er 5., 1971 57. und 1973 4. In der Tour de l’Avenir wurde er 1969 70. 1973 kam er im Grand Prix Guillaume Tell auf den 40. Rang. In der Polen-Rundfahrt war der 6. Platz 1968 sein bestes Ergebnis. Bei den Straßenradsport-Weltmeisterschaften 1969 belegte Kaczmarek im Amateurrennen den 41. Platz.